# Kaetsu Hideaki
Hideaki Kaetsu (sinh ngày 8 tháng 10 năm 1974) là một cầu thủ bóng đá người Nhật Bản.

## Sự nghiệp câu lạc bộ
Hideaki Kaetsu đã từng chơi cho Yokohama Flügels, Tochigi SC, Sagawa Express Tokyo và Rosso Kumamoto.